# Stagnicola arcticus
Stagnicola arcticus är en snäckart som först beskrevs av I. Lea 1864.  Stagnicola arcticus ingår i släktet Stagnicola och familjen dammsnäckor. Inga underarter finns listade i Catalogue of Life.